# ويل بليك
ويل بليك (بالإنجليزية: Will Blake)‏ هو رسام أمريكي، ولد في 1991 في أوشكوش في الولايات المتحدة.

## وصلات خارجية
- الموقع الرسمي